# Reacció àcid-base

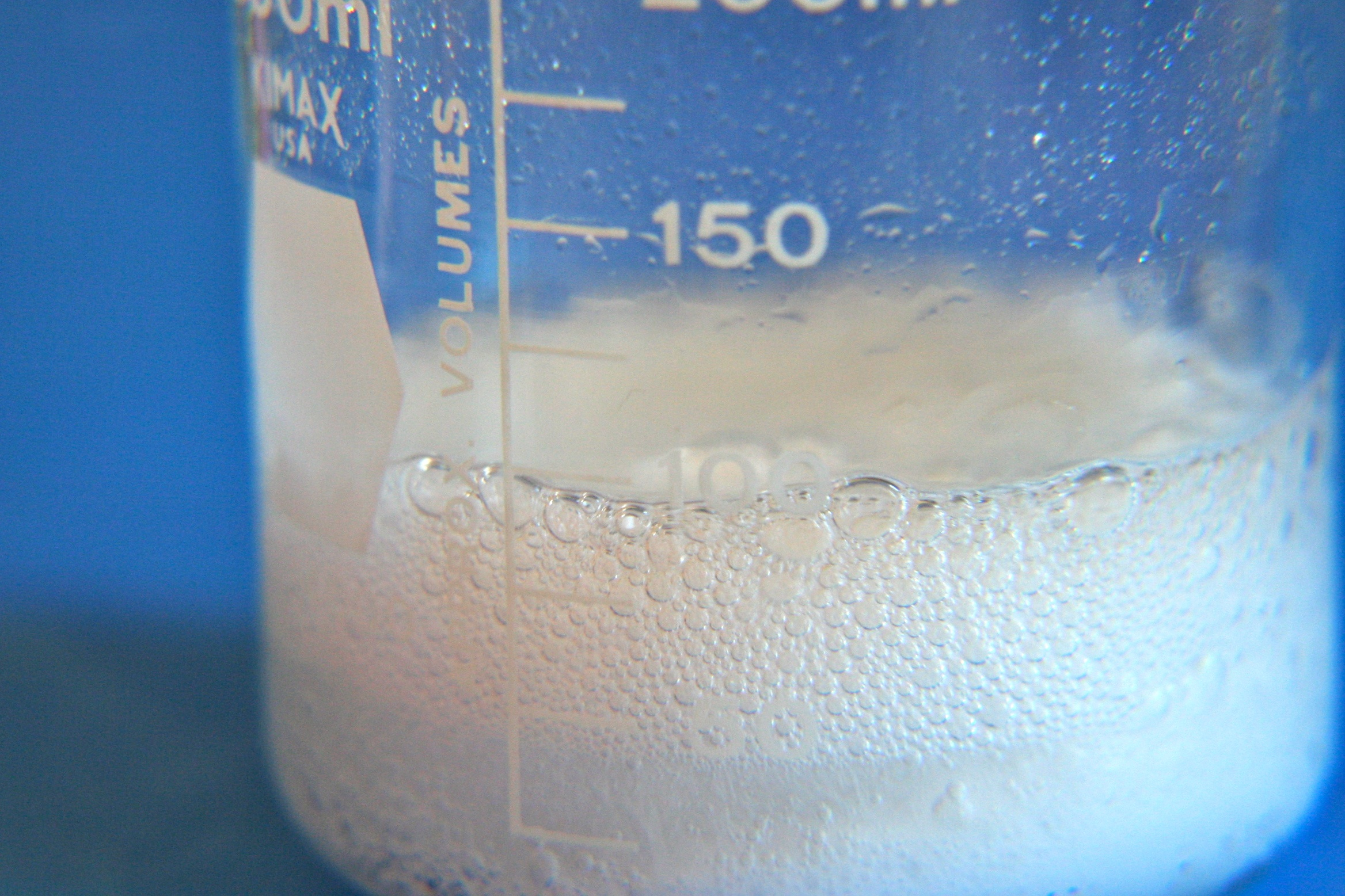
Reacció de l'àcid acètic contingut en el vinagre amb hidrogencarbonat de sodi, amb producció de diòxid de carboni.

Una reacció àcid-base és un tipus de procés químic caracteritzat per l'intercanvi de cations hidrogen, H+, entre dues espècies neutres, com ara les molècules d'aigua, H₂O i l'àcid acètic, CH₃CH₂OH, o entre dues espècies carregades elèctricament com ara el catió amoni, NH₄+ i l'anió hidròxid, OH¯. També inclou reaccions anàlogues entre molècules o ions que tenen propietats àcides o bàsiques però sense intercanvi de cations hidrogen i amb formació d'enllaços, com la reacció entre l'amoníac, NH₃, i el trifluorur de bor, BF₃.
La seva importància es fa evident en l'anàlisi de reaccions àcid-base per a espècies gasoses o líquides, o quan el caràcter àcid o bàsic pot ser una mica menys evident. El primer d'aquests conceptes va ser proporcionat pel químic francès Antoine Lavoisier, cap a l'any 1776.
És important pensar en els models de reacció àcid-base com a teories que es complementen mútuament. Per exemple, el model actual de Lewis té la definició més àmplia de què són un àcid i una base, amb la teoria de Brønsted-Lowry sent un subconjunt dels àcids i bases, i la teoria d'Arrhenius sent la més restrictiva.

## Definicions de la reacció àcid-base

### Desenvolupament històric
El concepte de reacció àcid-base va ser proposat per primera vegada el 1754 per Guillaume-François Rouelle, qui va introduir la paraula «base» en la química per referir-se a una substància que reacciona amb un àcid per donar forma sòlida a aquest (com a sal). Les bases són sobretot de gust amarg.

### Definició d'Arrhenius
El químic suec Svante August Arrhenius en la seva teoria de la dissociació electrolítica del 1887 definí els àcids i les bases com:
- Els àcids són substàncies que en dissolució aquosa es dissocien donant protons, cations hidrogen, H+. Per exemple:

- Les bases són substàncies que en dissolució aquosa es dissocien donant anions hidroxil, OH¯. Per exemple:

A partir d'aquestes definicions una reacció entre un àcid, AH, i una base, BOH, s'ha de donar en dissolució aquosa. Ambdós es dissocien i els cations H+ i els anions OH¯ reaccionen per donar aigua i, mentre que la resta d'ions donen una sal dissociada segons la següent equació :
Així, per exemple, l'àcid clorhídric, HCl(aq) (clorur d'hidrogen en dissolució aquosa), reacciona amb una dissolució aquosa d'hidròxid de sodi, NaOH, per a produir clorur de sodi, NaCl, i aigua, segons l'equació química:
Les definicions d'Arrhenius d'acidesa i alcalinitat estan restringides a solucions aquoses i es refereixen a les concentracions d'ions del solvent. Sota aquesta definició l'àcid sulfúric i l'àcid clorhídric dissols en toluè no són àcides.

### Definició de Brønsted–Lowry

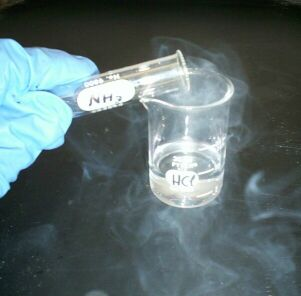
El clorur d'hidrogen reacciona amb l'amoníac, ambdós en estat gas, per a donar un fum de clorur d'amoni

El químic danès Johannes Nicolaus Brønsted i l'anglès Thomas Martin Lowry, el 1923, publicaren de forma independent, una teoria sobre el comportament dels àcids i de les bases que superava la vigent, en aquells anys, teoria àcid-base d'Arrhenius, car podia aplicar-se a qualsevol tipus de dissolvent mentre que la d'Arrhenius només podia emprar-se per dissolucions aquoses. Segons aquesta nova teoria:
- Un àcid és una substància que pot cedir protons, H+.
- Una base és una substància que pot acceptar protons, H+.

Ara una reacció àcid-base ve descrita per l'equació entre un àcid AH i una base B per un simple pas d'un hidrogen de l'àcid a la base:
Així dos gasos poden reaccionar sense estar en dissolució aquosa. Per exemple, el clorur d'hidrogen, HCl, reacciona amb l'amoníac, NH₃, per a produir anions clorur, Cl¯, i cations amoni, NH₄+, que formen el clorur d'amoni, NH₄Cl, sòlid que queda formant un fum, segons l'equació química:

### Definició de Lewis
El químic nord-americà Gilbert Newton Lewis proposà l'any 1923 una teoria més general d'àcid i bases, que desenvolupà l'any 1938, i en la qual són definits així:
- Un àcid és tota substància, molecular o iònica, que pot acceptar una parella d'electrons.
- Una base és tota substància que pot cedir una parella d'electrons.

En una reacció àcid-base emprant àcids i bases de Lewis es produeix la cessió parcial, mitjançant enllaç covalent datiu, d'una parella d'electrons d'un àtom a un altre àtom. Per exemple el diòxid de carboni, CO₂, és un gas que té propietats àcides, mentre que l'òxid de calci, CaO, les té bàsiques. En reaccionar formen carbonat de calci, CaCO₃, el qual prové de la cessió d'una parella d'electrons de l'oxigen del CaO (base) al carboni del CO₂ (àcid):

## Importància de les reaccions de neutralització com a tècniques d'anàlisi
Aquest tipus de reaccions són especialment útils com a tècniques d'anàlisi quantitativa en anàlisi volumètrica i es coneixen com a valoracions àcid-base. En aquest cas es pot fer servir una dissolució indicadora per conèixer el punt en què s'ha assolit la neutralització completa. Alguns indicadors són la fenolftaleïna (si les substàncies reaccionants són àcid clorhídric i hidròxid de sodi), blau de safranina, el blau de metilè, etc. Existeixen també mètodes electroquímics per aconseguir aquest propòsit com l'ús d'un pH-metre o la conductimetria.
- Reacció de neutralització entre una base forta i un àcid feble. L'anió de l'àcid pateix una hidròlisi produint-se anions hidròxid, per la qual cosa el pH és > 7.

- Reacció de neutralització entre una base feble i un àcid fort. El catió de la base pateix una hidròlisi produint-se cations hidroni, per la qual cosa el pH és < 7.

- Reacció de neutralització entre una base feble i un àcid feble. L'anió de l'àcid pateix una hidròlisi igual que el catió de la base, per tant el pH és < 7 si és més feble la base i és >7 si és més feble l'àcid.

L'elecció de l'indicador adequat per determinar el punt d'equivalència dependrà del pH final, que ha d'estar dins l'interval en què l'indicador pateix el canvi de color.
Exemples:
Hidròxid de sodi amb àcid carbònic que forma carbonat de sodi i aigua:
- {\displaystyle 2NaOH\ +\ H_{2}CO_{3}\ \rightarrow \ Na_{2}CO_{3}\ +\ 2H_{2}O}

Àcid nítric amb hidròxid d'alumini que forma nitrat d'alumini i aigua:
- {\displaystyle 3HNO_{3}\ +\ Al(OH)_{3}\ \rightarrow \ Al(NO_{3})_{3}\ +\ 3H_{2}O}

## Pràctica de la neutralització

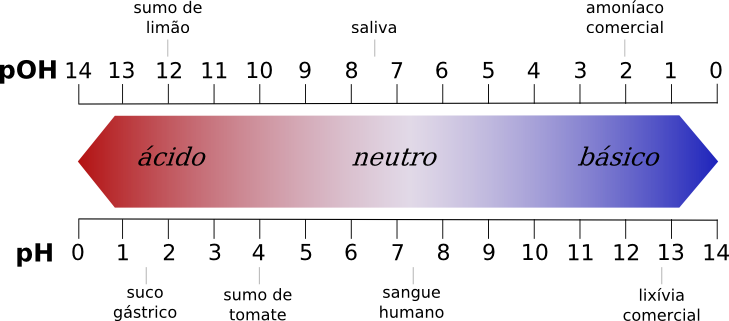
Escala de pH (i pOH), en portuguès.

En un matràs Erlenmeyer posem una dissolució d'àcid clorhídric i afegim unes gotes de l'indicador fenolftaleïna. La fenolftaleïna és un indicador que en medi àcid és incolor, mentre que en medi bàsic adquireix un color rosa, canviant de color entre pH 8 i 9,8. En principi la dissolució és àcida i incolora.
Ara col·loquem en una bureta una dissolució d'hidròxid de sodi i obrim el rovinet a poc a poc. A mesura que cau hidròxid de sodi, aquest va reaccionant amb l'àcid clorhídric per formar clorur de sodi i aigua, de manera que la concentració de l'àcid disminueix i el pH augmenta. Durant aquest procediment s'ha d'agitar contínuament l'Erlenmeyer de forma manual o mecànica, en cas contrari, no es trobarà amb exactitud el punt on vira l'indicador, com que no és el mateix distribuït de manera homogènia a la solució. Finalment, quan s'ha consumit tot l'àcid, la gota de base següent que s'afegeix torna a la dissolució bàsica, i l'indicador canvia al color rosa. En aquell moment sabem que tot l'àcid ha estat neutralitzat. Cal aclarir que aquest tipus de titulacions es poden fer amb un àcid per titular una base oa la inversa, una base per titular un àcid, com en l'exemple explicat anteriorment.
Les neutralitzacions àcid-base es produeixen equivalent a equivalent, és a dir, un equivalent d'àcid és completament neutralitzat per un equivalent de base.
En general, la massa d'un gram equivalent es determina tenint en compte el tipus de substància. Per exemple, no és el mateix el càlcul per a un àcid que per a una sal. A més, cal tenir en compte el tipus de reacció, ja que podria ser que la mateixa substància actuant en reaccions diferents tingués masses equivalents diferents.
La massa d'un equivalent gram d'un àcid determinat és igual a la massa molar d'aquest àcid dividida entre el nombre d′hidrògens dissociables de l'àcid. Com que els àcids polipròtics es dissocien per etapes, podria ser que el mateix àcid tingués una massa del seu equivalent gram diferent depenent del nombre d'hidrògens dissociats en la reacció de l'àcid amb la base.
La massa d'un equivalent gram d'un hidròxid, que sol ser el tipus de base més corrent, es determina dividint la massa molar de l'hidròxid entre el nombre de grups OH– de l'hidròxid.
Quan es calcula la normalitat d'una solució, se'n multiplica la MOLARITAT (mol/litre) pel nombre d'equivalents de cations hidrogen (H+) o d'anions oxidrils (OH-) en un mol de solut. L'equació seria: N [equivalents/litre]= M [mol/litre] . n° [equivalents/mol]
La fórmula que permet calcular el volum necessari per neutralitzar un àcid a partir d'una base ve donada per l'expressió: Na · Va= Nb · Vb, sent Na i Va la normalitat i el volum de l'àcid i, com és esperable, Nb i Vb la normalitat i el volum de la base, respectivament.
Si es coneixen tres de les dades anteriors, es pot determinar el quart. Per tant, si es prepara una dissolució de concentració coneguda de la base i s'afegeix cert volum conegut d'aquesta a un Erlenmeyer, es podria determinar la normalitat de l'àcid determinant en una valoració química el volum gastat d'aquest per neutralitzar completament la base anterior.
Per augmentar la fiabilitat del valor de normalitat obtingut, es repeteix la valoració diverses vegades. El valor de la normalitat seria la mitjana de les valoracions obtingudes amb una incertesa donada per l'error absolut (diferència entre el valor mesurat i el valor pres com a exacte) comès en la presa de mesures.
En cas de fer una valoració d'un àcid menys fort que l'àcid clorhídric caldria triar l'Indicador de pH adequat. Per això caldria saber prèviament la sal que es formaria en la valoració per així estimar el pH de la hidròlisi de la sal formada en la neutralització i utilitzar l'indicador de la qual, la zona de viratge (rang de pH en el que es produeix el canvi entre els dos colors i és característic de cada indicador) millor s'adapti a aquest pH.